# Paphiopedilum urbanianum
Paphiopedilum urbanianum é uma espécie de orquídea (Orchidaceae) do Sudeste Asiático.